# Écovillage

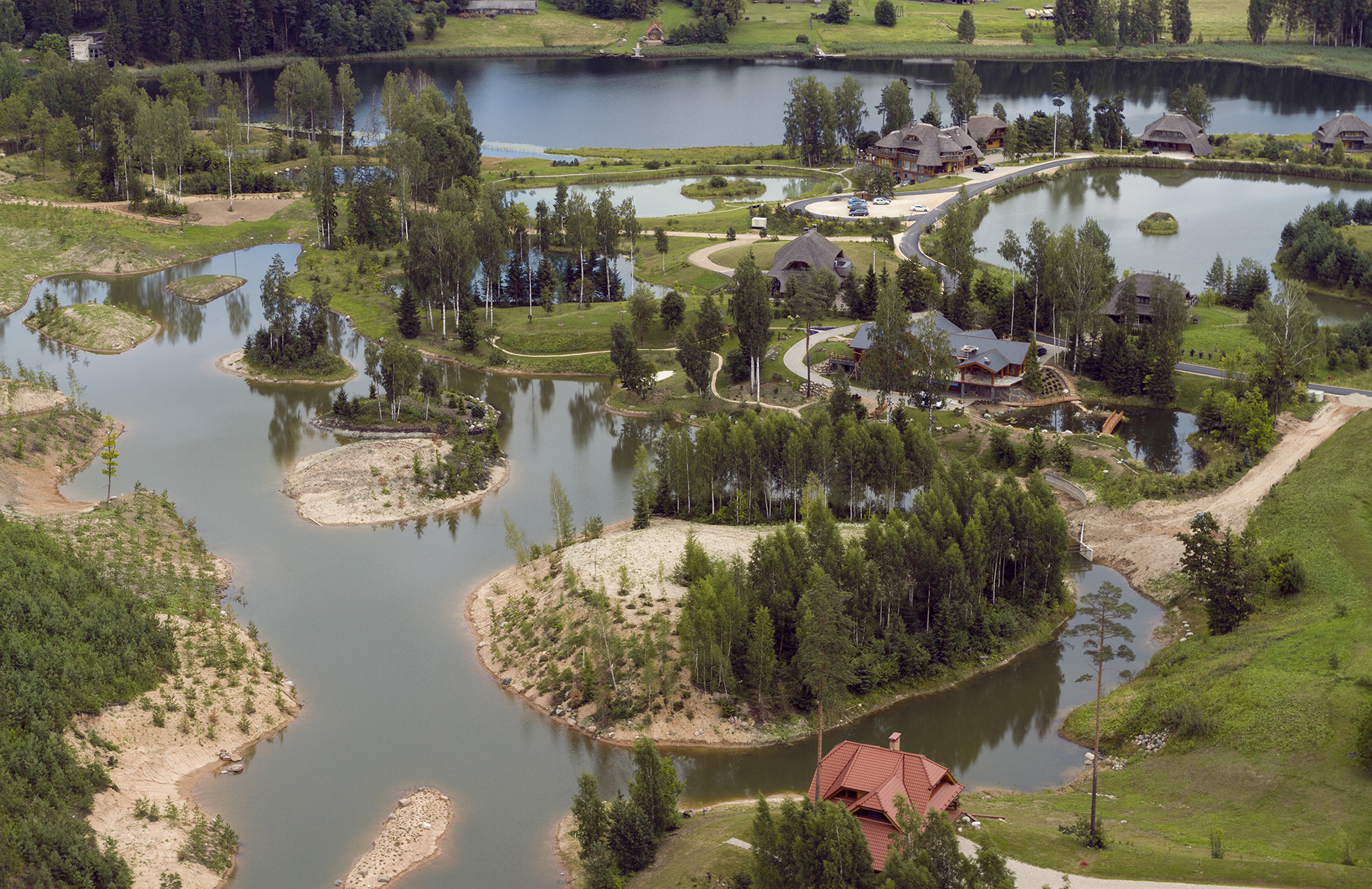
L'écovillage d'Amatciems en Lettonie.

Un écovillage (ou éco-village, éco-lieu, éco-hameau), est une agglomération rurale, ayant une perspective d'autosuffisance reposant sur trois axes : un modèle économique alternatif, une place prépondérante accordée à l'écologie et une vie communautaire active. Un des objectifs de ce concept est de redonner une place plus équilibrée à l'humain en harmonie avec son environnement, dans un respect des écosystèmes présents.
Le principe de base de cette forme de communauté intentionnelle est de ne pas prendre à la terre plus que ce qu'on peut lui retourner. Les modes de cultures alternatives, comme la permaculture, l'agroécologie, y sont mis en pratique.

## Description

Représentation graphique du développement durable

Le mot « écovillage » est né de la fusion des termes « écologie » et « village ». Il s'inscrit dans la vague de modèles de projet de microsociété tels que le cohabitat ou les communautés intentionnelles. Le terme est utilisé indifféremment pour désigner des modèles de communautés éclectiques, ce qui engendre souvent de la confusion dans la distinction des différents types de projet de microsociété.
Certains éléments de base se retrouvent d'un écovillage à l'autre sous trois grandes sphères : écologique, sociale, économique et éventuellement culturelle et/ou spirituelle.
Y sont intégrées des pratiques telles que l'agroécologie, la permaculture et le respect du vivant, l'alimentation végétarienne, voire végétalienne, la construction écologique, le jardinage collectif et la gestion collective des lieux communs, le recours à l'énergie renouvelable et l'autonomie énergétique, l'agriculture auto suffisante, la démocratie participative, la communication non violente, le développement personnel, l'éducation alternative, le regroupement  multigénérationnel et multisocial.
Il est question, depuis quelques années, de rassembler les projets sous un même « label » même si chacun des écovillages fonctionne différemment. La majorité ont, bien évidemment, une vocation politique, tandis que d'autres s'attachent surtout à la qualité de vie ou développent la création artistique. Les différences sont importantes entre un lieu rural alternatif, composé d'une population jeune et de passage, et une communauté créée par plusieurs couples retraités autour de valeurs écologiques. C'est pourquoi on pourrait parler de communauté intentionnelle, plutôt que d'écovillage. D'autres, au contraire, reconnaissent les communautés traditionnelles, préexistantes au projet d'écovillage, comme faisant partie du même concept. Le point commun de toutes ces initiatives est un lieu de vie collectif, écologique et solidaire. Pour le Réseau français des écovillages, le concept englobe les collectivités locales dans le projet (mairies / communautés de communes / Préfets / Régions).
Vécus comme des laboratoires d'expérimentations alternatives (en), les écovillages incluent une production potagère, des constructions écologiques, un centre de ressources, un espace d'accueil, ou encore des ateliers artistiques. L'objectif est de créer, ensemble, un mode de vie convivial et juste, avec une empreinte écologique minimale. L'aspect collectif constitue la plus grande des difficultés, chacun des protagonistes devant avoir suffisamment travaillé sur lui pour n'offrir que le meilleur de lui-même aux autres ; de fait des structures accompagnatrices, comme le Réseau français des écovillages, propose des ateliers de CNV / Gestion des conflits.
Décider, construire, avancer ensemble est un véritable défi dans une société où l'individualisme prime. Derrière un projet avorté se trouve généralement un problème de relations humaines et chacun y trouve un certain enseignement. 
La collectivité présente de nombreux atouts : échange de connaissances, mutualisation des finances, des responsabilités, des savoirs, partage d'outils et machines (véhicules ou électroménager par exemple) et surtout, stimulation permanente pour approfondir sa démarche intérieure.

### Projet d'écovillage
Le Global Ecovillage Network fait la différence entre les écovillages et les projets d'écovillage. Ainsi, un écovillage regroupe un certain nombre d'habitants qui constituent une communauté en lien avec les collectivités locales. Un projet d'écovillage correspond souvent à une composante de l'écovillage : une école durable, une ferme agroécologique, une entreprise sociale, etc.

## Histoire
L'expression écovillage a été utilisée et définie par Diane et Robert Gilman en 1991 dans un rapport pour Gaia Trust et a été reprise lors du Sommet de la Terre à Rio de Janeiro au Brésil en 1992. En 1987, à la suite du rapport Brundtland de la Commission mondiale sur l'environnement  faisant le constat alarmant du réchauffement de la planète, de la raréfaction de l'eau, d'espèces vivantes et de l'accroissement de la pauvreté dans le monde, les dirigeants de 178 pays se sont réunis à Rio pour discuter de l'avenir de la planète.
Il s'est ensuivi le délicat Agenda 21 fixant des objectifs ambitieux à atteindre. Parmi ceux-ci, Gaia Trust et Global Ecovillage Network (GEN) ont proposé de supporter financièrement les projets d'écohabitats comme exemples vivants de communautés viables pouvant résoudre la multitude et variété des problèmes complexes soulevés par le rapport Brundtland. Ils pourraient servir de champs expérimentaux reproductibles autant en zone urbaine que rurale, à travers le monde, dans divers types d'habitats, de climats, de cultures où une volonté et des capacités à développer un mode de vie durable ont déjà été démontrées.
Les écovillages émergent du mouvement de retour à la terre (en) et du mouvement hippie qui se développent dans la majorité des pays développés, entre la fin des années 1960 et le début des années 1970 (expériences de Findhorn en Écosse en 1962, The Farm aux États-Unis en 1971…).
Après avoir connu un apogée puis une certaine désaffection, le mouvement des écovillages revient au Danemark en 1990. Sans doute à cause de leur longue expérience dans les communautés de cohabitation, les Danois créent la première association de communautés viables. Ensuite, Gaia Trust promouvait 20 projets d'écohabitats dans le monde pouvant devenir des projets d'écovillages car disposant déjà de plusieurs facettes du concept global d'écovillage par leur culture et leur mode de vie.
Dès 1994, la stratégie de GEN se précisait avec pour objectifs l'échange d'idées, de technologies, le développement culturel et éducatif afin de développer et démontrer des modes de vie respectueux de l'environnement et durables pour les générations futures.
À la conférence internationale des Nations unies Habitat II de 1996 à Istanbul, le GEN présentait les écovillages comme des modèles positifs vivants de principes de développement durable alliant l'usage de technologies avancées et une spiritualité satisfaisante, tout en vivant harmonieusement avec la nature.
Les 20 écovillages désignés par Gaia Trust y ont présenté leurs réalisations et le GEN et Gaia Trust demandèrent 100 millions d'euros ? (référence ? date ?) pour supporter la mise en place du programme « La Terre est notre habitat ».
À ce jour (date ?), on peut dénombrer 243 membres du Réseau mondial.
Certains membres sont des écovillages importants, tels qu'Auroville créé par une Française en Inde et qui regroupe plus d'un millier d'habitant (2020), d'autres sont des associations d'accompagnement à la création d'écovillages, tels que le Réseau français des Écovillages collectif d'associations qui participent à la création de dizaines de projets d'écovillages depuis sa création en 1998. 
Pour le réseau français des écovillages qui définit le concept avec une implication des collectivités locales, il existe très peu de réels écovillages en France ou dans le monde, ce sont en réalité des écolieux, des écohameaux ou communautés intentionnelles. Inversement, certains pays comme le Sénégal et l'Inde ont, au sein de leurs structures gouvernementales, cadré la création et le suivi d'écovillages, le Sénégal dispose depuis 2009 de l'ANEV et projette la création de milliers d'écovillages d'ici 2020. James Ehrlich, fondateur d'une spin-off de l'université Stanford, baptisée ReGen Villages, en partie inspirée par les résultats du Solar Decathlon, prévoit de construire un premier écovillage à Almere (Pays-Bas).

## Mise en pratique

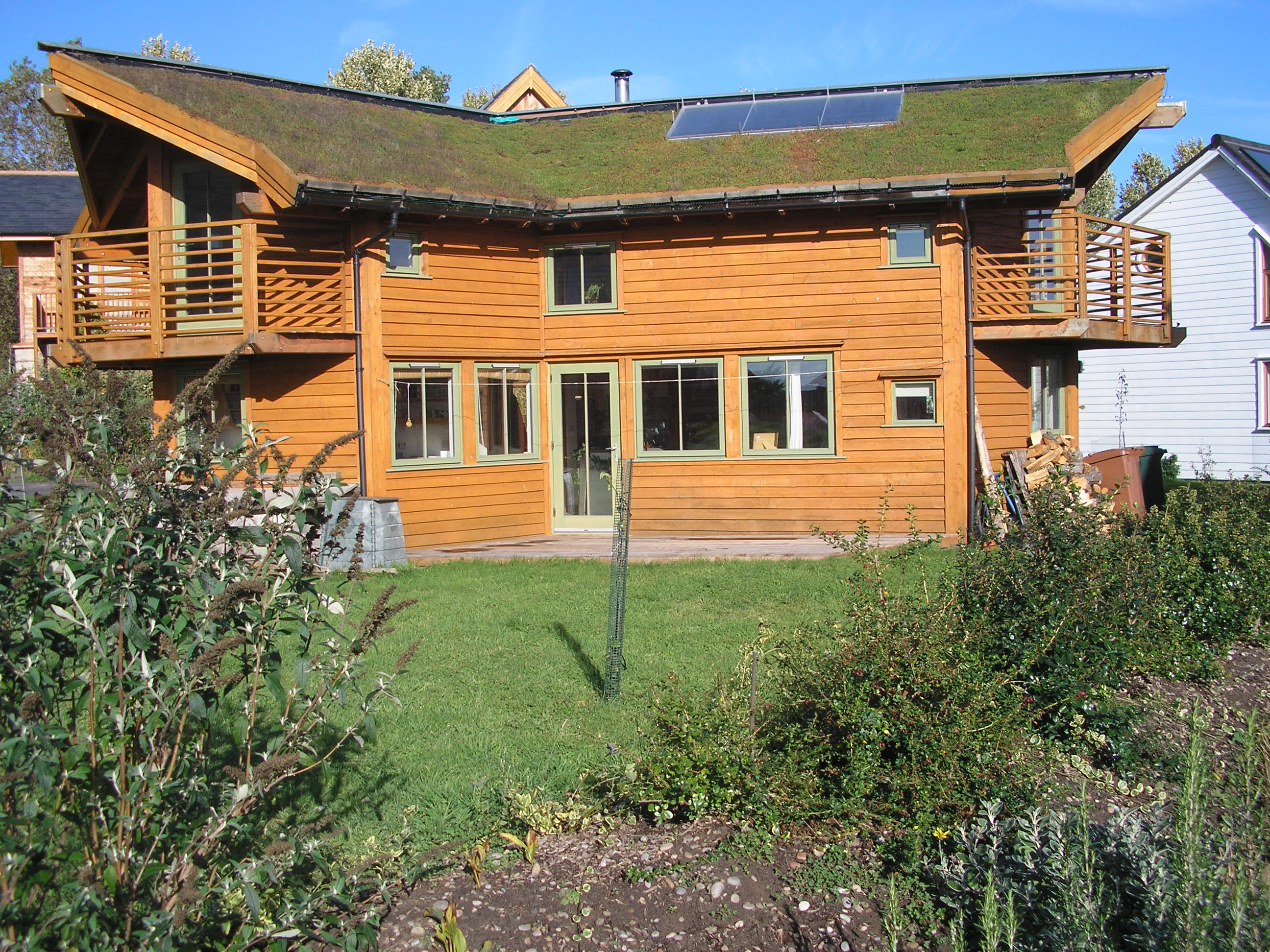
Une maison de Findhorn Ecovillage en Écosse.

Le modèle de l'écovillage tente le plus possible d'intégrer l'habitat humain dans l'écosystème naturel, par la création de communautés viables basées sur le développement durable. Le modèle est déjà appliqué dans plusieurs pays et met l'accent sur les aspects suivants :
Pour l'environnement, maintenir, voire recréer, la biodiversité, protéger et restaurer les habitats naturels, développer un modèle durable d'agriculture et de gestion forestière, utiliser de façon efficace l'énergie, l'eau et les matériaux, promouvoir un mode de vie écologique basé sur le développement durable, valoriser une meilleure utilisation des ressources naturelles par la réduction, la récupération et la réutilisation.
Mark Lakeman propose six points importants dans la constitution d'un écovillage :
- un centre : en abattant les clôtures entre les habitations, on peut créer un espace commun qui renforce les liens entre les habitants et qui leur rappelle qu'ils font partie d'une communauté.
- des portails : végétalisés et créatifs, les portails (sous forme d'arches, rarement équipés de portes) annoncent la bienvenue aux habitants revenant chez eux et aux nouveaux venus.
- des allées : Lakeman estime que nos villes sont trop uniformes, bétonnées et rectilignes. Il pense que des allées plus tortueuses, plus étroites, végétalisées et créatives donnent davantage envie de sortir et donc de rencontrer ses voisins.
- la mise en commun de l'eau : Mark Lakeman insiste sur l'importance de créer des étangs dans l'espace commun. En plus de rafraîchir la ville et d'être une source de biodiversité, l'étang est un agrément significatif. Il peut être alimenté par les eaux pluviales (dont la récupération pourra servir à l'agriculture).
- une agriculture communautaire : l'agroécologie et la permaculture sont à privilégier, en donnant une préférence aux pratiques maraichères. La présence d'animaux est basée sur le respect et l'harmonie du lieu ; en principe, les écovillageois sont végéta/r-l/iens.
- une énergie sobre : il propose notamment d'économiser de l'énergie en végétalisant les toits ou en les éclaircissant pour qu'ils reflètent la lumière solaire. Les énergies renouvelables, quoique souhaitables, ne doivent pas faire oublier la priorité de la sobriété[14].

Pour les habitants, fournir une meilleure qualité de vie basée sur la satisfaction des besoins fondamentaux de tous, créer un environnement propice à l'épanouissement intellectuel et affectif, éventuellement spirituel ; processus décisionnel collectif, pour procurer un sentiment d'appartenance et de sécurité favorisant une participation active à l'effort collectif ; diminuer la charge de travail individuelle par une répartition équitable des tâches collectives, mutualiser les dépenses collectives, réduire les dépenses personnelles, en accordant à l'individu plus de temps pour ses loisirs et ses rapports sociaux, améliorer la santé physique et mentale grâce à un mode de vie sain, des pratiques de santé naturelles, participer activement à la vie sociale et économique de la communauté, recréer le lien social.
Pour la communauté, cela suppose de ramener les jeunes dans les zones rurales, permettre aux anciens de partager leur expérience et d'être accompagnés, de stimuler l'économie rurale en lien avec l'économie urbaine locale, développer la vie culturelle dans les campagnes, permettre la recherche et le développement sur les collectivités viables sous la forme d'un modèle nouveau.
De plus, il peut être important de se former au préalable, car de très nombreux projets échouent dans les premières années par manque notamment d'outils relationnels,. Diana Leafe Christian (en) situe le taux d'échec des écocommunautés à 90 %.